# Govert Veldhuijzen
Govert Veldhuijzen (Dordrecht, 8 juli 1955) is een Nederlands politicus en bestuurder. Hij is lid van het CDA.

## Biografie
Veldhuijzen studeerde geschiedenis in Utrecht. Hij was secretaris van het CDJA (1978-1989) en werkte daarna als plaatsvervangend directiesecretaris bij de VNG (1989-1994). Van 1994 tot 2006 was hij wethouder in Dordrecht. Tussen 2007 en 2015 werd hij drie keer tussentijds gedeputeerde in Zuid-Holland. Veldhuijzen is per 15 juni 2015 tot waarnemend burgemeester van Gorinchem benoemd nadat Anton Barske op 25 mei 2015 had aangekondigd onmiddellijk ontslag in te dienen met de reden van verslechterde politieke verhoudingen in de gemeente Gorinchem. Aan zijn burgemeesterschap kwam een einde toen Reinie Melissant-Briene in mei 2017 door de gemeenteraad van Gorinchem werd voorgedragen en op 28 augustus 2017 geïnstalleerd als de nieuwe burgemeester.
Vanaf 1 september 2018 was hij waarnemend burgemeester van Nissewaard als opvolger van Mirjam Salet. Bijna drie maanden later werd Foort van Oosten voorgedragen als burgemeester van Nissewaard en diens benoeming ging in op 20 februari 2019. Vanaf 1 april 2019 is Veldhuijzen de nieuwe waarnemend burgemeester van Hoeksche Waard als opvolger van Peter van der Velden. Op 3 december 2019 kondigde hij zijn vertrek aan als waarnemend burgemeester van Hoeksche Waard wegens ernstige ziekte van zijn vrouw. Hij bleef aan tot 18 december 2019. Hij werd op 23 december 2019 opgevolgd door Jan Pieter Lokker. Met ingang van 1 oktober 2021 werd Veldhuijzen benoemd tot waarnemend burgemeester van Barendrecht als opvolger van Jan van Belzen. Op 15 juni 2023 werd Ronald Schneider burgemeester van Barendrecht.
Veldhuijzen is voorzitter van de Stichting Vrienden van het Albert Schweitzer Ziekenhuis in Dordrecht, voorzitter van de Stichting Collectieve Beveiliging Bedrijventerrein Barendrecht, lid van de raad van advies van Stichting Leefwerf De Biesbosch, lid van de HRM commissie CDA Zuid Holland, bestuurder van de Stichting Polen Spijk en voorzitter van het  college van kerkrentmeesters van de protestantse gemeente Dordrecht/Dubbeldam in Dordrecht.
- Gemeinsame Normdatei: 1173649913
- International Standard Name Identifier: 0000 0003 9299 637X
- Nederlandse Thesaurus van Auteursnamen: 073958328
- Virtual International Authority File: 287137759
- WorldCat: E39PBJycMqP47RXbJ9THVYkCcP